# Lycaena dispar
Lycaena dispar е вид пеперуда от семейство Синевки (Lycaenidae). Видът е почти застрашен от изчезване.

## Разпространение и местообитание
Разпространен е в Австрия, Азербайджан, Армения, Беларус, Белгия, България, Германия, Грузия, Гърция, Естония, Италия, Казахстан, Латвия, Литва, Люксембург, Молдова, Монголия, Нидерландия, Полша, Румъния, Русия, Словакия, Сърбия, Турция, Узбекистан, Украйна, Унгария, Финландия, Франция, Черна гора, Чехия и Швейцария.
Регионално е изчезнал във Великобритания.
Обитава гористи местности и влажни места.